# Very Big Shot
Very Big Shot é um filme de comédia libanês de 2015 dirigido e escrito por Mir-Jean Bou Chaaya. Foi selecionado como representante de seu país ao Oscar de melhor filme estrangeiro em 2017.

## Elenco
- Alain Saadeh - Ziad Haddad
- Wissam Fares - Jad Haddad
- Fouad Yammine - Charbel
- Tarek Yaacoub - Joe Haddad
- Alexandra Kahwaji - Alya
- Marcel Ghanem
- Georges Nasser